# فریرسون (لوئیزیانا)
فریرسون (به انگلیسی: Frierson) شهری در ایالت لوئیزیانا کشور ایالات متحده آمریکا است که جمعیت آن در سرشماری سال ۲۰۱۰ میلادی، ۱۴۳ نفر بوده‌است.